# Tongerseplein
Het Tongerseplein is een plein en rotonde aan de rand van het centrum van de Nederlandse stad Maastricht. Het drukke verkeersplein maakt deel uit van de Maastrichtse singelring. Het met veel groen ingerichte plein heeft een gevarieerde bebouwing van geschakelde herenhuizen en enkele vrijstaande huizen uit de eerste helft van de 20e eeuw.

## Naamgeving, ligging, verkeer en inrichting
Het Tongerseplein is, evenals de Tongersestraat en de Tongerseweg, genoemd naar de stad Tongeren. De hoofdweg van Maastricht naar Tongeren liep in de middeleeuwen via de Tongersepoort. Ook elders in Maastricht zijn straten genoemd naar stadspoorten en de plaatsen waar ze naar toe voerden: Boschstraat/Bosscherweg/Boschpoort ('s-Hertogenbosch), Brusselsestraat/Brusselseweg/Brusselsepoort (Brussel), Sint Pieterstraat/Sint Pieterskade/Sint-Pieterspoort (Sint Pieter) en Akerstraat/Akersteenweg/Akerpoort (Aken).
Het plein ligt aan de zuidwestelijke rand van het Maastrichtse stadscentrum en vormt daar de grens tussen de centrumbuurten Kommelkwartier en Jekerkwartier, en de buurten Mariaberg en Biesland in respectievelijk Maastricht-West en Zuidwest. Het plein heeft de vorm van een ruit (eigenlijk een gekanteld vierkant), waaraan op elke hoek een straat aansluit. Bij de westelijke en oostelijke hoek is dat de Tongerseweg; aan de noordpunt sluit de Hertogsingel aan en aan de zuidpunt de Prins Bisschopsingel.
Het Tongerseplein is zowel onderdeel van de Ring Maastricht als van de N278 (Prins Bisschopsingel/Tongerseplein/Tongerseweg). Als kruispunt van drukke verkeerswegen is het een van de drukste verkeersknooppunten in Maastricht. Het plein is ingericht als rotonde zonder verkeerslichten, met een rondlopend middendeel voor het doorgaand verkeer, daaromheen een eveneens rondlopend vrijliggend fietspad en aan de buitenkant vrijliggende ventwegen, die de vierkante vorm van het plein volgen. Het middendeel bestaat uit twee rijbanen (inclusief voorsorteerstroken). De ventwegen zijn voorzien van voetpaden, met aan drie zijden tevens parkeerstroken. Aan de kant van het Waldeckpark doet de ventweg (met vrijliggend fietspad) dienst als extra afslag voor het rechts afslaand verkeer op de Tongerseweg. Tussen de hoofdrijbanen, de fietspaden en de ventwegen liggen groenstroken met gazons en geschoren hagen. Bomen bevinden zich alleen in het Waldeckpark en privétuinen. Midden op het plein ligt een groot, rond plantsoen. Het bestaat uit een grasveld met segmentboogvormige bloemperken. In het midden staat een kunstwerk op een zuil (zie hieronder).

## Geschiedenis
De geschiedenis van het gebied rond het Tongerseplein loopt tot eind 19e eeuw parallel met die van de vesting Maastricht. Na de sloop van de vestingwerken werd het plein aangelegd als onderdeel van een rustige singelweg, die door de bouw van twee extra Maasbruggen in de tweede helft van de 20e eeuw transformeerde tot een van de hoofdverkeersstructuren in Maastricht.

### Vestinggordel (tot 1867)
Eind 13e eeuw bleek de eerste middeleeuwse stadsmuur te krap. Door de bouw van een tweede enceinte werden de langs de uitvalswegen ontstane voorsteden binnen de ommuurde stad gebracht. De muur was pas omstreeks 1500 voltooid. De muur had op de linker Maasoever een hoogte variërend van 6 tot 9 m en een lengte van 4,4 km (inclusief ca. 850 m bestaande muur, voornamelijk langs de Maasoever). In het zuidwestelijk stadsdeel verving de Tongersepoort (ook Nieuwe Lenculenpoort genoemd) de Oude Lenculenpoort, die met de te handhaven eerste stadsmuur een functie behield als secundaire verdedigingsgordel. Aan de veldzijde van de nieuwe stadspoort lag een (grotendeels droge) gracht, die enkele tientallen meters ten oosten van het huidige Tongerseplein liep. Eind 15e eeuw werd de poort verbouwd tot barbacane, onder meer door toevoeging van twee zware poorttorens aan de veldzijde.
Na het beleg van Maastricht door Parma in 1579 werd een begin gemaakt met de bouw van buitenwerken, waardoor de stad in de eeuwen die volgden steeds meer ingekapseld raakte. Buiten de Tongersepoort verrees een vrijliggend ravelijn. In 1638 werd iets ten noorden van de poort het Tongersehoornwerk aangelegd. Aan de zuidzijde kwam rond dezelfde tijd de Groene Halvemaan ("Demi-lune verte") gereed.
Dat de nieuwe buitenwerken bij lange na niet voldeden bleek bij het beleg van 1673, toen de stad in minder dan twee weken door Lodewijk XIV werd ingenomen. De Franse vestingbouwer Vauban maakte een ontwerp voor het herstel en de uitbouw van de vesting, waarvan een deel tijdens de vijf jaar durende bezetting werd gerealiseerd. Het voornaamste project was het graven van het Jekerkanaal in het westelijk deel van de Hoge Fronten. Daarmee samenhangend was de verbetering van het inundatiegebied bij de Jeker ("de Kommen"), waar onder andere een bestaande schans (redoute de l'inondation) werd verbouwd. Buiten de Tongersepoort was vóór het beleg een lunet aangelegd, dat op aanwijzing van Vauban werd verbeterd en daarna de naam demilune des Mousquetaires kreeg, omdat het vlak bij de plek lag waar de later beroemd geworden romanheld D'Artagnan was gesneuveld. Verder werden de Tongersepoort, de bijbehorende valbrug en de nabijgelegen kazernes hersteld. Omstreeks 1690 vonden op initiatief van vestingingenieur Daniël van Dopff opnieuw grootscheepse werkzaamheden plaats aan de vestingwerken buiten de Tongersepoort. De lunetten verdwenen, het hoornwerk werd uitgebreid en aan de veldzijde van het ravelijn werd een couvre-face gebouwd, alsmede het nog bestaande bastion Waldeck. Op de door de Fransen omstreeks 1750 gebouwde Maquette van Maastricht zijn deze werken duidelijk te herkennen.
In de tweede helft van de 18e eeuw vonden verdere vernieuwingen aan de vestingwerken plaats onder leiding van twee ambitieuze directeuren van het Departement van Fortificatiën van Overmaze, waaronder de vesting Maastricht ressorteerde: Pieter de la Rive (1694-1771) en Carel Diederik du Moulin (1728-1793). Eerstgenoemde liet tussen 1764 en 1769 het Tongersehoornwerk en de inundatieschans afgraven, de couvre-face opnieuw aanleggen en het bastion Waldeck uitbreiden. Du Moulins meesterwerk is de zogenaamde Linie van Du Moulin achter de Statensingel. Bij de Tongersepoort voegde hij aan de veldzijde van bastion Waldeck het deels behouden lunet Drenthe toe. De in de 17e en 18e eeuw tot stand gekomen buitenwerken in de Hoge Fronten waren alle voorzien van een uitgebreid mijnenstelsel. Deze zogenaamde "kazematten" (Maastrichts: "katsj"), merendeels uit de tweede helft van de 18e eeuw, zijn onder het Tongerseplein en de aanpalende buurten vrijwel ongeschonden bewaard gebleven en waren tijdens de Tweede Wereldoorlog als schuilgelegenheid in gebruik.

### Singelweg (1867–1950)
Na de opheffing van de vestingstatus in 1867 werd de vesting Maastricht in opdracht van het Ministerie van Oorlog ontmanteld, waarna de gronden werden overgedragen aan de Dienst der Registratie en Domeinen voor verdere sloop en herbestemming. De stadspoorten vielen onder de zeggenschap van het gemeentebestuur. De afbraak van de Tongersepoort werd op 30 november 1867 als eerste aanbesteed en was in januari van het daaropvolgende jaar voltooid. Het ravelijn, de couvre-face en delen van het bastion Waldeck en het lunet Drenthe volgden in hetzelfde jaar.
Al in 1867 kwam de ontmantelingscommissie met een eerste schets voor de uitleg van de stad. De gemeente Maastricht kwam in hetzelfde jaar met een "Project van percees en boulevards". Beide plannen gingen uit van een singel- of  boulevardstructuur rondom de ontmantelde stad, zoals dat door de rijksingenieur F.W. van Gendt voor de meeste voormalige vestingsteden werd voorgesteld. De uitvoering van de plannen verliep traag. Begonnen werd met het noordwestelijk deel, aangezien daar de belangrijkste industrieën gevestigd waren, die in die tijd in Maastricht het primaat hadden. Tussen 1874 en 1876 kwamen de huidige Statensingel, Frontensingel en Fransensingel tot stand. Van het zuidelijk deel van de 'boulevard' werd aanvankelijk slechts een klein deel in het Villapark aangelegd. De aanleg van de Hertogsingel (met een eerste versie van het Tongerseplein) moest tot 1891-93 wachten. Het aansluitend deel van de Prins Bisschopsingel met een betonnen brug over de Jeker kwam pas in 1921 gereed, waarna het plein zijn huidige vorm kreeg.
Het Tongerseplein werd op circa honderd meter afstand van de gesloopte Tongersepoort aangelegd, ter plekke van de voormalige couvre-face. De buitenwerken waren oppervlakkig gesloopt en het ondergrondse deel van de vestingwerken was geheel in tact gelaten, wat later hier en daar voor verzakkingen zou zorgen. Op een plattegrond uit 1890-95 is te zien dat het plein toen slechts bestond uit een T-kruising; het westelijk deel van de Prins Bisschopsingel is gestippeld ingetekend als "geprojecteerde Singelweg". De Tongerseweg is met bomen beplant; de Hertogsingel is boomloos en onbebouwd.
Een belangrijke stimulans voor het gebied was de komst van de Belgische stoomtrams van de Chemins de Fer Vicinaux. De tram naar Glaaien reed vanaf 1894 vanaf het Koningin Emmaplein via de Hertogsingel, de Elisabeth Strouvenlaan en het Cannerplein het Jekerdal in. Van 1909 tot 1924 reed een tram over het Tongerseplein.  De tram naar Tongeren reed vanaf de Onze Lieve Vrouwekade via het Stadspark en het Tongerseplein naar het Cannerplein en vandaar naar de grens bij Vroenhoven. In 1916 werd de trambrug over de Jeker in het Stadspark door het Ministerie van Oorlog gesloopt, waardoor de tram hier noodgedwongen eindigde. Vanaf 1924 werd de route gewijzigd en reed de tram via de Elisabeth Strouvenlaan en de Hertogsingel naar het Koningin Emmaplein, waardoor het Tongerseplein weer tramloos werd.
De eerste bebouwing aan het plein hing mogelijk samen met de komst van de tram. In 1909 werd op de zuidwesthoek, pal naast de tramspoorlijn, de Coöperatieve Maastrichtse Melkinrichting gebouwd. De zuivelfabriek werd later verbouwd tot woonhuizen. De strook ten westen van de Hertogsingel bleef lange tijd gereserveerd voor het Ziekenhuis Calvariënberg. De eerste huizen verrezen hier pas in de jaren 1930. In 1921 werd het Waldeckpark aangelegd nadat opnieuw een deel van het Waldeckbastion was afgegraven.

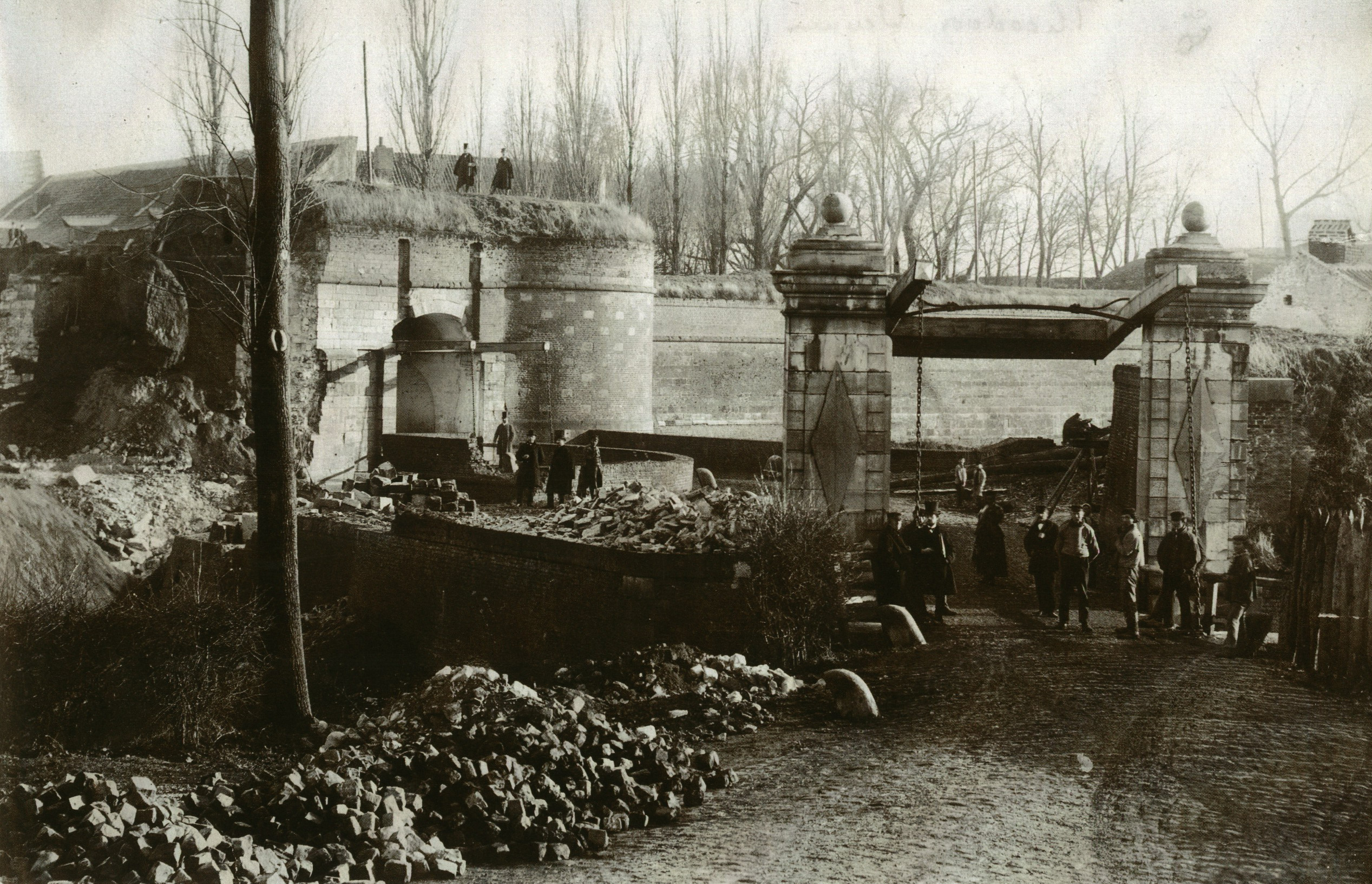
Sloop van de Tongersepoort, 1867 (foto: Th. Weijnen)
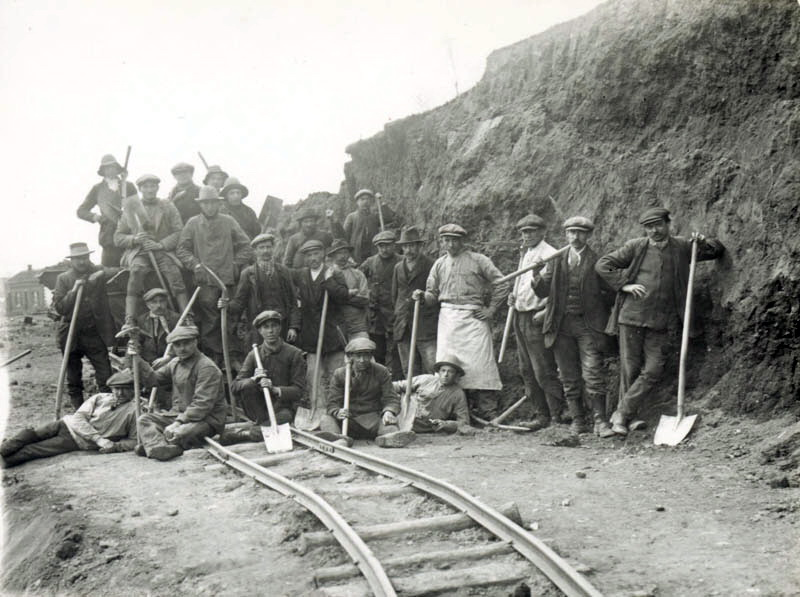
Graafwerkzaamheden t.b.v. tram of park, 1917
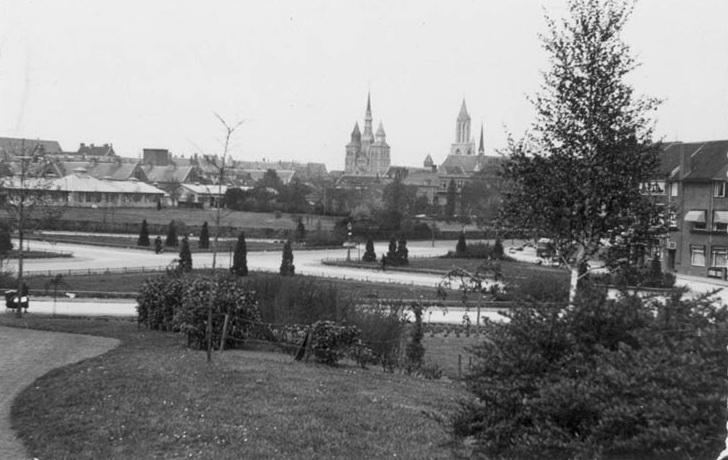
Zicht vanaf bastion Waldeck op het Tongerseplein, 1928
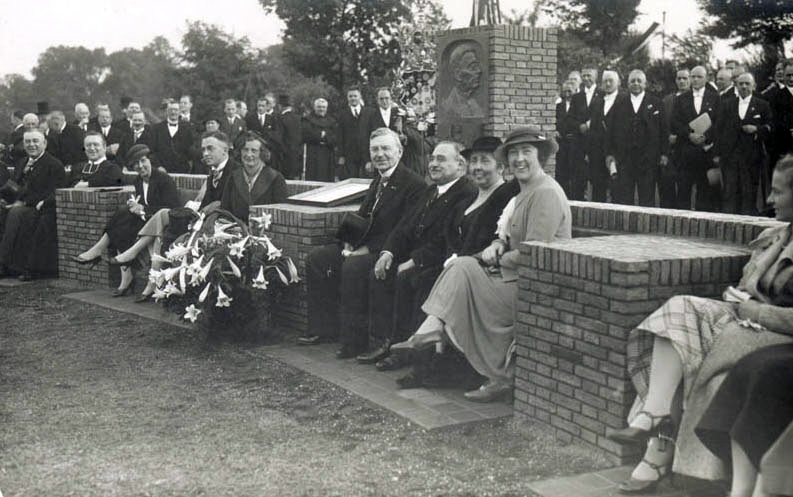
Onthulling Van Oppenbank, Waldeckpark, 1935

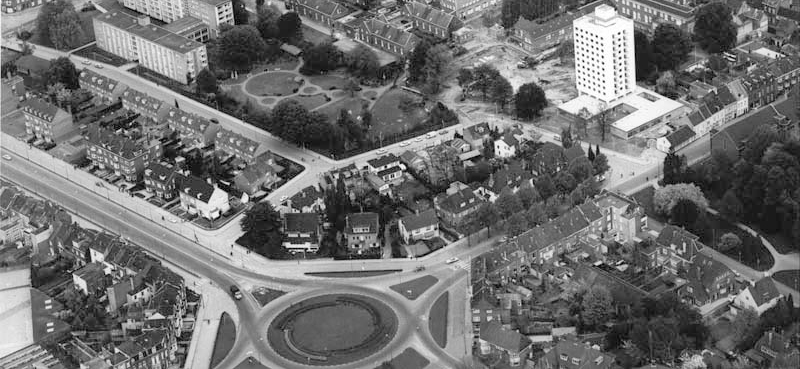
Tongerseplein en Ziekenhuis Calvariënberg, 1964

### Ring Maastricht (na 1950)
Vanaf de jaren 1950 werd het verkeer op het Tongerseplein door het toenemend autobezit steeds intensiever. Aanvankelijk was het plein ingericht als parkachtig kruispunt met driehoekige perken tussen de wegen (zie luchtfoto circa 1933). In 1955 werd het plein omgebouwd tot rotonde. In 1963 werd de aansluitende Hertogsingel heringericht. Na de ingebruikname van de John F. Kennedybrug (1968) en de Noorderbrug (1984) was de Ring Maastricht gesloten en gingen het Tongerseplein en het Koningin Emmaplein tot de drukste verkeerspleinen van de stad behoren. In 2018 werd het tracé van de Noorderbrugaanlanding op de westelijke Maasoever verlegd, zodat de singelring niet langer aansloot op die brug. In 2021/'22 werd een deel van de Tongerseweg gerenoveerd en heringericht, waarbij de rijweg iets werd versmald en een dertigkilometerzone in Wolder werd ingesteld. Het is niet bekend of de verkeersintensiteit op het Tongerseplein door deze maatregelen is afgenomen.

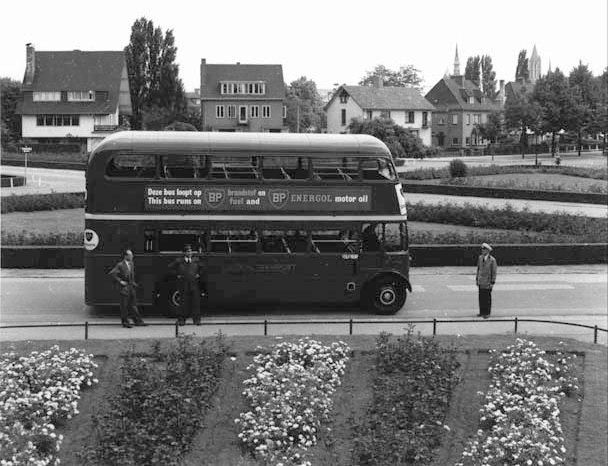
Dubbeldeksbus, 1954
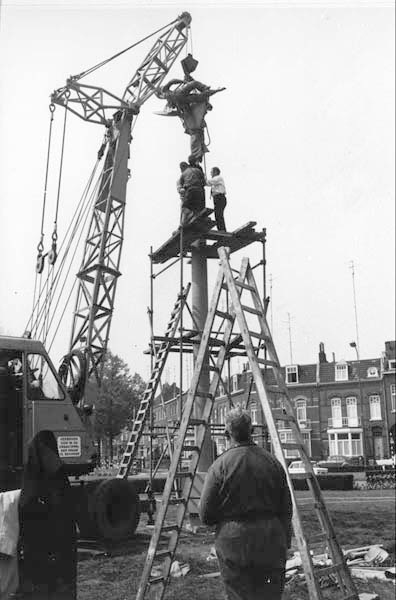
Plaatsing kunstwerk, 1969
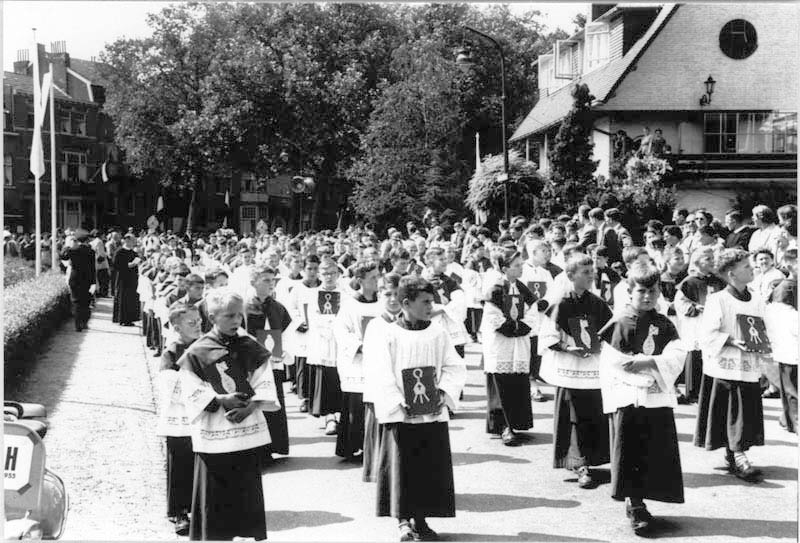
Heiligdomsvaart, 1969
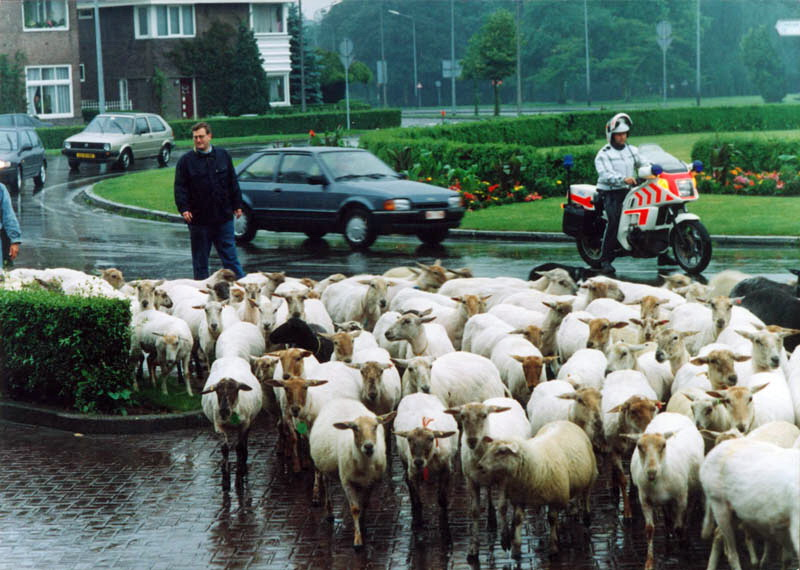
Schaapskudde, 1994

## Bezienswaardigheden

### Architectuur

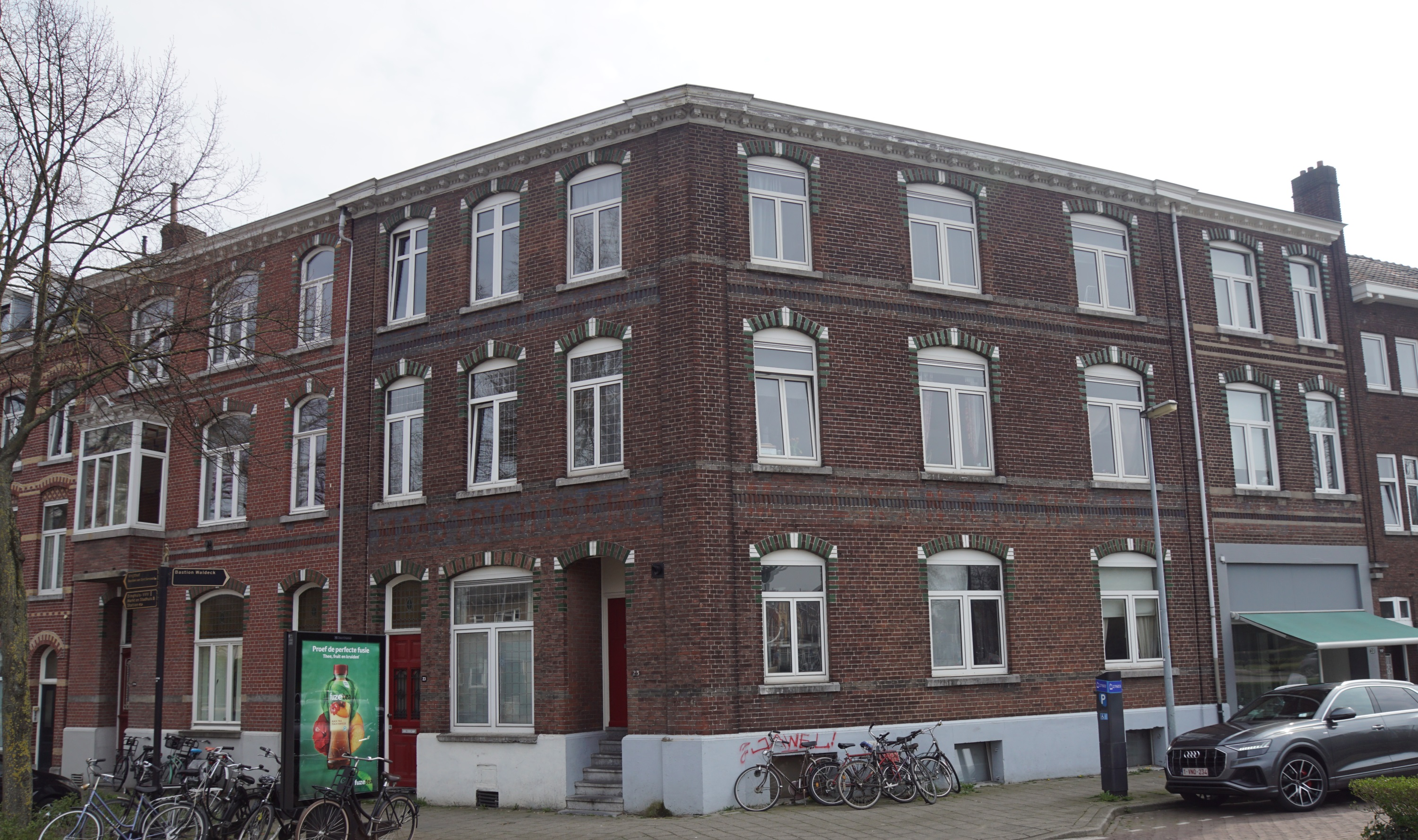
Voormalige zuivelfabriek op de hoek Tongerseweg/Tongerseplein

Rondom het Tongerseplein staan diverse herenhuizen in traditioneel-ambachtelijke stijl uit de periode 1910-1925, waarvan er enkele gemeentelijke monumenten zijn. De meeste huizen zijn opgetrokken in rode of bruine baksteen, soms met horizontale banden van hard- of kunststeen, of met segmentbogige versieringen boven de vensters met contrasterende sluitstenen. Enkele huizen hebben balkons met giet- of smeedijzeren balustrades. De voormalige zuivelfabriek uit 1909 is het oudste gebouw aan het plein en werd in 1916 en 1931 omgebouwd tot een viertal woonhuizen (Tongerseweg 21-23-25 en Tongerseplein 19-20). Op de noordwesthoek van het plein ligt een eclectisch hoekhuis uit begin 20e eeuw met aan beide zijden een erker (Tongerseweg 36). Aansluitend liggen enkele huizen uit circa 1915-20 (Tongerseplein 7-11).
Aan het plein liggen tevens diverse woonhuizen uit de jaren 1920 en 30. Het pand Tongerseplein 17 en Aldenhofpark 36 is een dubbel woonhuis uit 1926 ontworpen door Alphons Boosten in expressionistische stijl. Opvallend zijn de hoekige erkers met tussen de verdiepingen een borstwering van wit geschilderde planken in harmonicavorm. Dezelfde architect ontwierp aan de overkant van de straat de villa 'de Witte Roaf' (Tongerseplein 2). Het witgepleisterde landhuis onder een hoog zadeldak werd in 1938 gebouwd voor de directeur van de meubelfabriek Wagemans en Van Tuinen, het latere Artifort. Ernaast staat een vrijstaand woonhuis uit 1941.

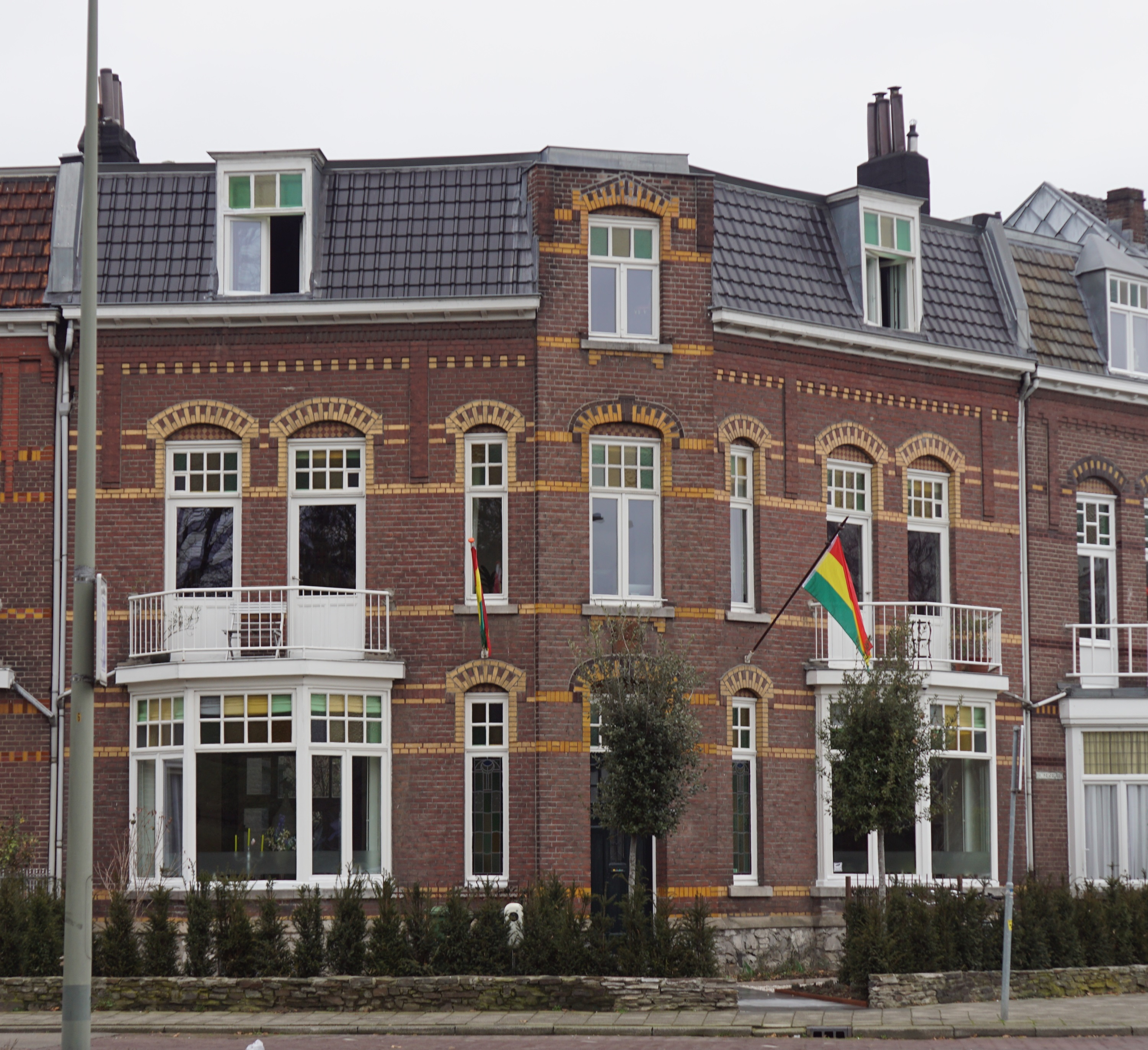
Tongerseweg 36
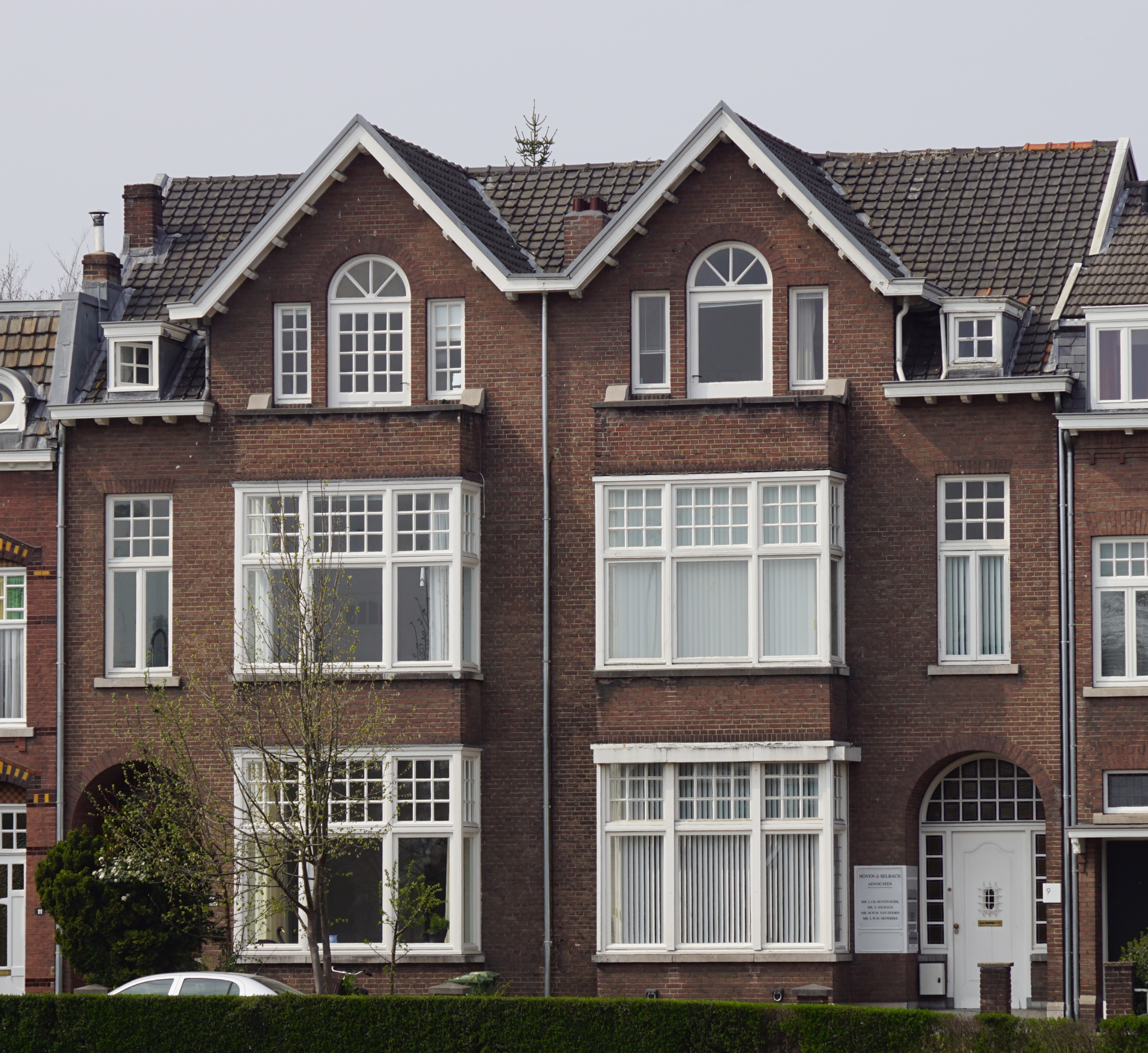
Tongerseplein 9-10
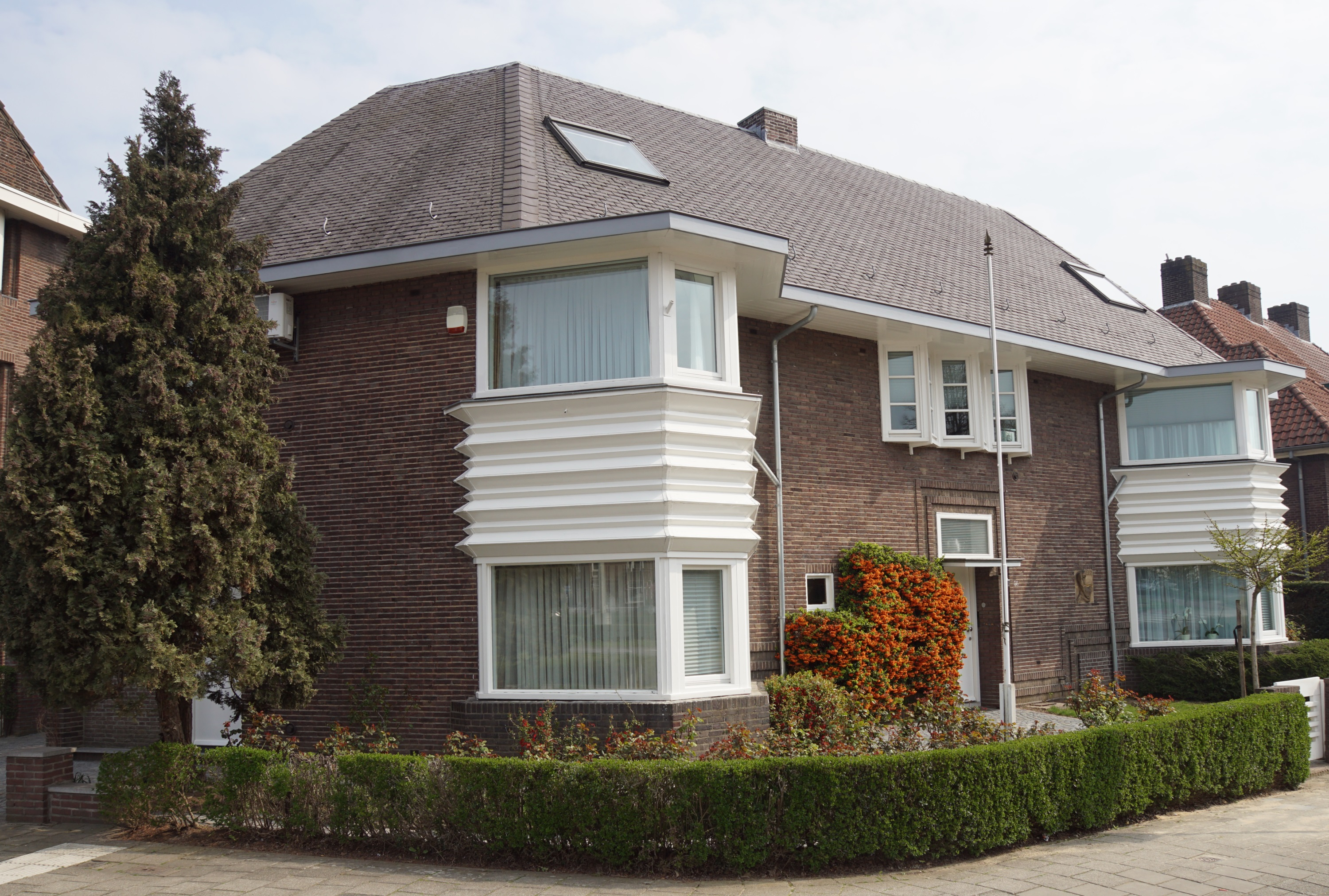
Tongerseplein 17
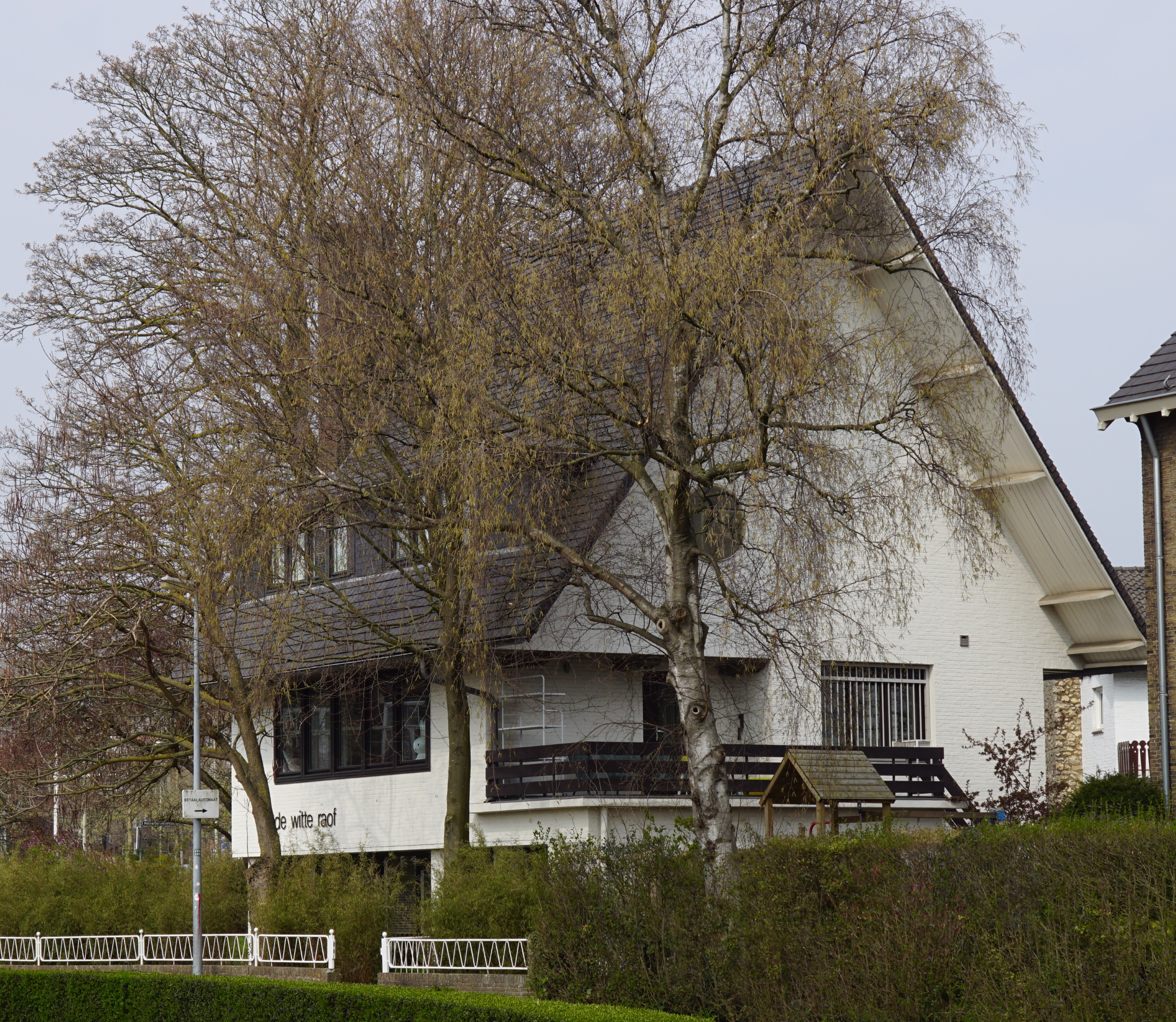
Tongerseplein 2

### Vestingrestanten, park, kunst
Het bastion Waldeck is een rijksmonument. In de caponnière van het bastion bevindt zich een toegang tot de ondergrondse vestingwerken. Hier worden regelmatig rondleidingen gegeven. Het bastion ligt in een Engels landschapspark van Leonard Springer uit 1921. Het Waldeckpark is een gemeentelijk monument (evenals de hieronder genoemde kunstwerken).
Uitkijkend over het Tongerseplein staat aan de rand van het park een langgerekte, gemetselde zitbank met een gedenkplaat uit 1935 voor de jubilerende burgemeester Leopold van Oppen. De huidige hardstenen gedenkplaat met het portret van de burgemeester in reliëf werd in 2012 geplaatst ter vervanging van het gestolen bronzen reliëf dat er oorspronkelijk zat. Het origineel was een ontwerp van Charles Vos en leerlingen van de Maastrichtse Kunstnijverheidschool.
Midden op de rotonde staat sinds 1969 een 7 m hoge zuil met daarop een bronzen sculptuur van Fons Bemelmans, getiteld De mens in het heelal, verwijzend naar de eerste maanlanding op 20 juli 1969. Het beeld toont twee in het universum zwevende figuren met de zon en de maan. Het kunstwerk heette aanvankelijk Ontmoeting tussen oost en west, refererend aan het gereedkomen van de John F. Kennedybrug een jaar eerder.

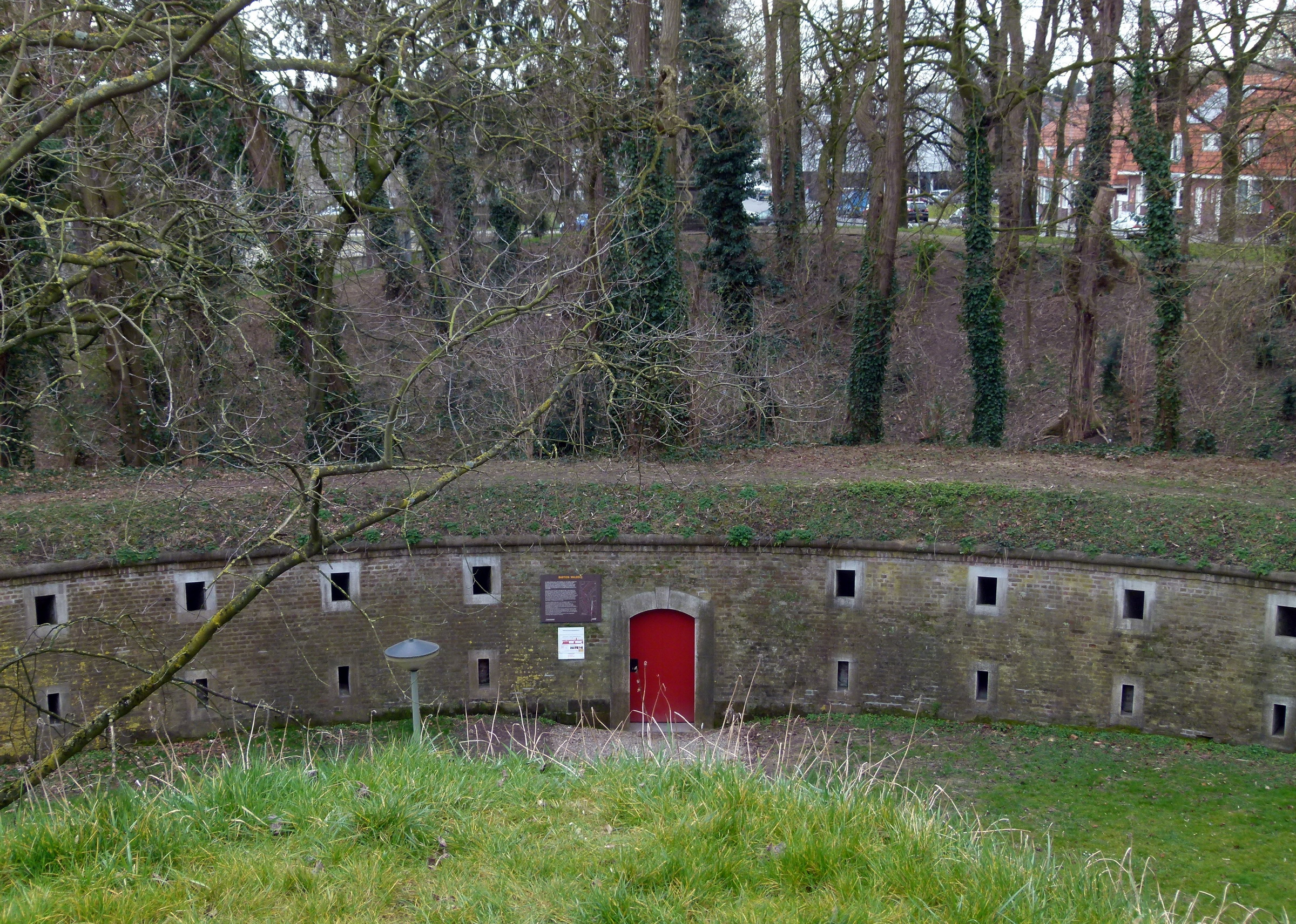
Bastion Waldeck
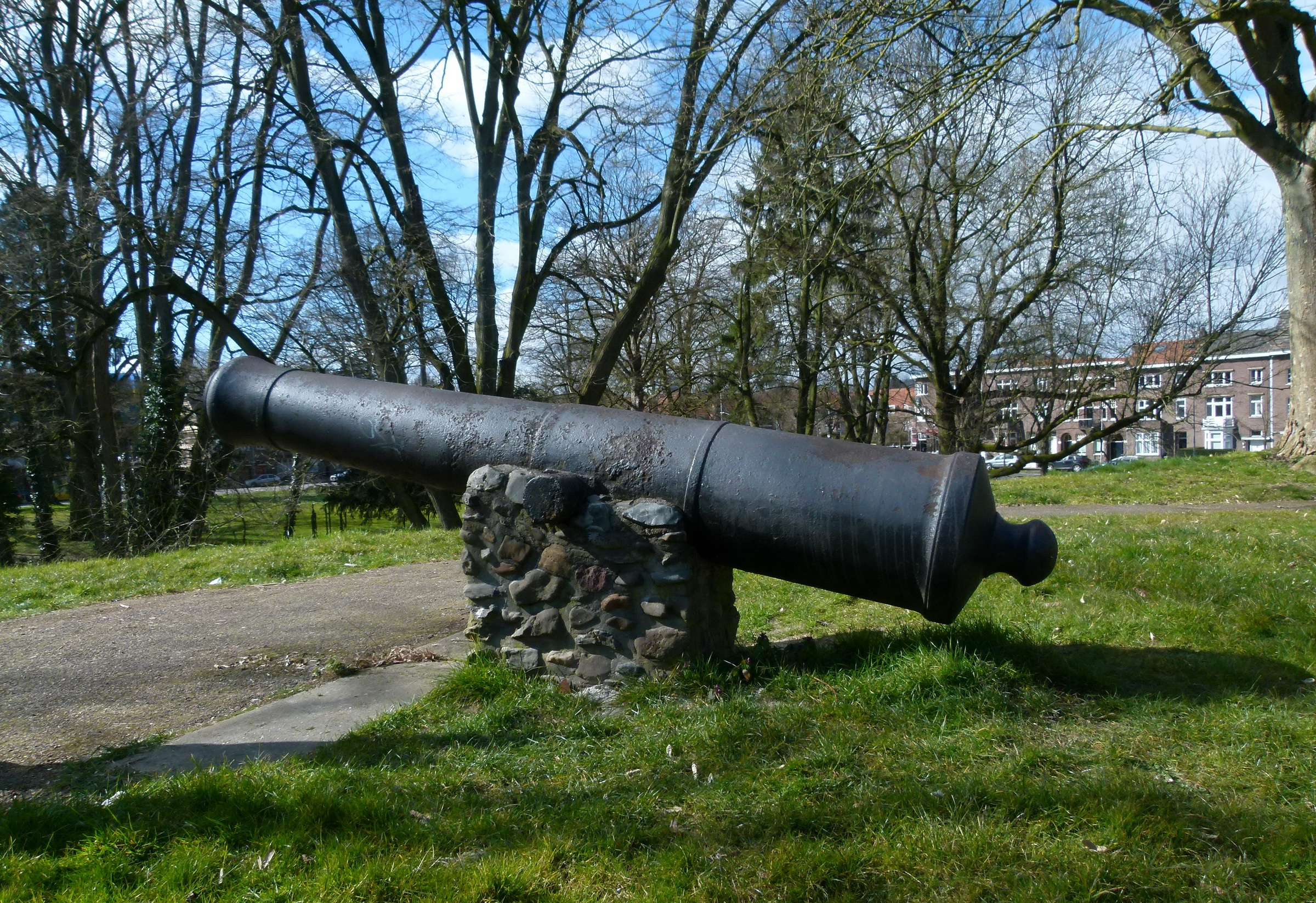
Kanon in het park
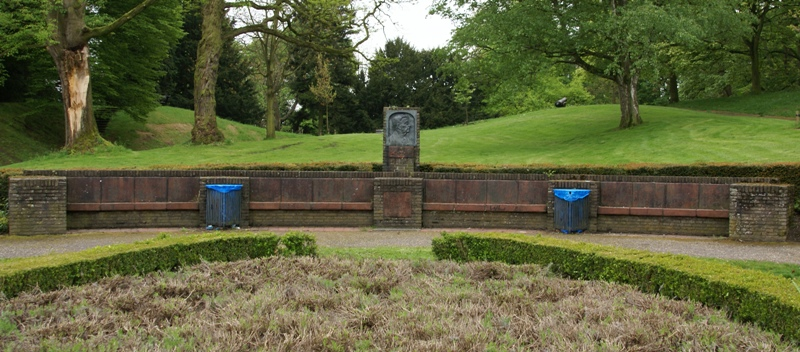
Burg. Van Oppenbank
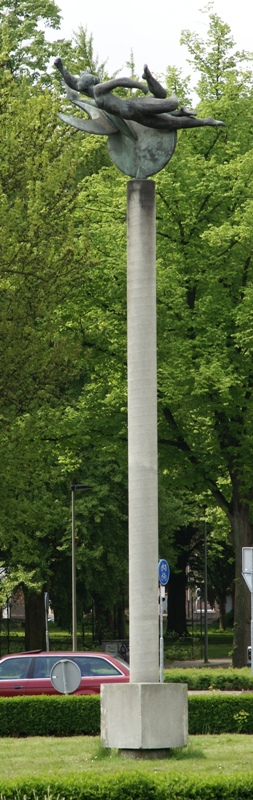
Sculptuur op zuil